# The Hype
The Hype byla anglická rocková hudební skupina. Původně šlo o doprovodnou skupinu zpěváka Davida Bowieho. V původní sestavě dále figurovali kytarista Mick Ronson, baskytarista Mick Ronson a bubeník John Cambridge. Bubeníka později vystřídal Mick Woodmansey a zpěvákem se později stal Benny Marshall. První vystoupení kapely proběhlo dne 5. února 1970 v hodinovém rozhlasovém pořadu Johna Peela na stanici BBC Radio 1. První veřejný koncert proběhl 22. února toho roku v londýnském sále Roundhouse. Později kapela (bez Bowieho) podepsala smlouvu a začala pracovat na svém prvním albu, které však nikdy nedokončila a rozpadla se.